# Cantón de Jumilhac-le-Grand
El cantón de Jumilhac-le-Grand era una división administrativa francesa, que estaba situada en el departamento de Dordoña y la región de Aquitania.

## Composición
El cantón estaba formado por siete comunas:
- Chalais
- La Coquille
- Jumilhac-le-Grand
- Saint-Jory-de-Chalais
- Saint-Paul-la-Roche
- Saint-Pierre-de-Frugie
- Saint-Priest-les-Fougères

## Supresión del cantón de Jumilhac-le-Grand
En aplicación del Decreto n.º 2014-218 de 21 de febrero de 2014, el cantón de Jumilhac-le-Grand fue suprimido el 22 de marzo de 2015 y sus 7 comunas pasaron a formar parte del nuevo cantón de Thiviers.